# Múgica
Múgica (em castelhano) ou Muxika (em basco) é um município da Espanha na província da Biscaia, comunidade autónoma do País Basco, com 50 km² de área. Em 2021 tinha 1 475 habitantes (densidade: 29,5 hab./km²).

## Demografia
| Variação demográfica do município entre 1991 e 2004 | Variação demográfica do município entre 1991 e 2004 | Variação demográfica do município entre 1991 e 2004 | Variação demográfica do município entre 1991 e 2004 |
| --------------------------------------------------- | --------------------------------------------------- | --------------------------------------------------- | --------------------------------------------------- |
| 1991                                                | 1996                                                | 2001                                                | 2004                                                |
| 1443                                                | 1415                                                | 1320                                                | 1290                                                |